# Guys
Guys és una població dels Estats Units a l'estat de Tennessee. Segons el cens del 2000 tenia 483 habitants.

## Demografia
Segons el cens del 2000, Guys tenia 483 habitants, 188 habitatges, i 141 famílies. La densitat de població era de 15,9 habitants/km².
Per edats la població es repartia de la següent manera: un 24,6% tenia menys de 18 anys, un 8,1% entre 18 i 24, un 25,5% entre 25 i 44, un 28% de 45 a 60 i un 13,9% 65 anys o més.
L'edat mediana era de 39 anys. Per cada 100 dones de 18 o més anys hi havia 94,7 homes.
La renda mediana per habitatge era de 30.694 $ i la renda mediana per família de 32.167 $. Els homes tenien una renda mediana de 26.875 $ mentre que les dones 21.932 $. La renda per capita de la població era de 14.383 $. Entorn de l'11% de les famílies i l'11,1% de la població estaven per davall del llindar de pobresa.

## Poblacions més properes
El següent diagrama mostra les poblacions més properes.